# Alfred Canales
Alfred Jeafran Canales Céspedes (San Ramón, 27 aprile 2000) è un calciatore cileno, centrocampista dell'Universidad Católica.

## Caratteristiche tecniche
È un mediano potente fisicamente, abile nell'impostazione del gioco e nei lanci lunghi.

## Carriera

### Nazionale
Nel 2023 ha disputato, con la nazionale Under-23 cilena, i Giochi panamericani, conclusi al secondo posto finale.

## Palmarès

### Club

#### Competizioni nazionali
- Supercopa de Chile: 1

Magallanes: 2023